# Krogulec tropikalny
Krogulec tropikalny (Tachyspiza erythropus) – gatunek ptaka drapieżnego z rodziny jastrzębiowatych (Accipitridae). Występuje w Afryce Zachodniej i Środkowej, na południe od Sahary.

## Systematyka i zasięg występowania
Blisko spokrewniony z krogulcem skromnym (A. minullus), niekiedy traktowano je jako jeden gatunek. Wyróżnia się dwa podgatunki T. erythropus:
- T. e. erythropus (Hartlaub, 1855) – Senegal i Gambia do Nigerii
- T. e. zenkeri Reichenow, 1894 – Kamerun do zachodniej Ugandy i północnej Angoli

## Morfologia
Długość ciała około 23–28 cm, rozpiętość skrzydeł około 40 cm. Masa ciała: samce 78–94 g, samice 132–170 g.

## Ekologia i zachowanie
Występuje w nizinnych lasach pierwotnych, na obrzeżach lasów oraz w starszych lasach wtórnych. Aktywny głównie wczesnym rankiem i późnym popołudniem.
Żywi się małymi ptakami (do wielkości gołębia), jaszczurkami, płazami i owadami. Buduje z patyków małe gniazdo umieszczone w rozwidleniu drzewa. W zniesieniu 2 jaja.

## Status
Międzynarodowa Unia Ochrony Przyrody (IUCN) uznaje krogulca tropikalnego za gatunek najmniejszej troski (LC – least concern) nieprzerwanie od 1988 roku. Trend liczebności populacji uznaje się za spadkowy.